# Combs Addition (Virginia Occidental)
Combs Addition es un área no incorporada ubicada dentro del condado de Logan (Virginia Occidental), Estados Unidos. Está catalogada como un asentamiento humano por la Junta de Nombres Geográficos de los Estados Unidos.
El número de identificación (ID) asignado por el Servicio Geológico de Estados Unidos es 1537542.

## Geografía
Se encuentra a una altitud de 265 metros sobre el nivel del mar (869 pies) según el conjunto de datos de elevación nacional.